# Прато (Ређо Емилија)
Прато (итал. Prato) је насеље у Италији у округу Ређо Емилија, региону Емилија-Ромања.
Према процени из 2011. у насељу је живело 1218 становника. Насеље се налази на надморској висини од 36 м.